# مونيلا
مونيلا هو فيلم كوميدي إيطالي من إخراج تينتو براس وبطولة آنا أميراتي، باتريك موور، ماكس بارودي وسوزانا مارتينكوفا، صدر الفيلم في 26 يونيو 1998.

## روابط خارجية
- مونيلا على موقع IMDb (الإنجليزية)
- مونيلا على موقع روتن توميتوز (الإنجليزية)
- مونيلا على موقع ألو سيني (الفرنسية)
- مونيلا على موقع أول موفي (الإنجليزية)
- مونيلا على موقع فيلمافينيتي (الإسبانية)
- مونيلا على موقع قاعدة بيانات الأفلام السويدية (السويدية)
- مونيلا على موقع قاعدة بيانات الفيلم (الإنجليزية)
- مونيلا على موقع ليتربوكسد (الإنجليزية)
- مونيلا على موقع كينوبويسك (الروسية)